# Андріївське (Александровський район)
Андріївське (рос. Андреевское) — село у Александровському районі Владимирської області Російської Федерації.
Входить до складу муніципального утворення Андріївське сільське поселення. Населення становить 1062 особи (2010).

## Географія
Село розташоване на сході Александровського району.

## Історія
Село розташоване на землях фіно-угорського народу мещери.
Від 10 квітня 1929 року належить до Александровського району. Спочатку у складі Івановської промислової області, а від 1944 року — Владимирської області.
Згідно із законом від 16 травня 2005 року входить до складу муніципального утворення Андріївське сільське поселення.

## Населення
| 1859 | 1905 | 1926 | 2002  | 2010  |
| ---- | ---- | ---- | ----- | ----- |
| 253  | ↗309 | ↗378 | ↗1032 | ↗1062 |